# FM-2030
(FM-2030)
FM-2030, nato Fereidoun M. Esfandiary (in persiano فریدون اسفندیاری‎; Bruxelles, 15 ottobre 1930 – New York, 8 luglio 2000), è stato uno scrittore, filosofo, cestista, futurologo e consulente iraniano; divenne un noto transumanista e pubblicò il libro Are You a Transhuman?: Monitoring and Stimulating Your Personal Rate of Growth in a Rapidly Changing World nel 1989.

## Biografia
Figlio di un diplomatico iraniano, Fereidoun ha viaggiato molto da bambino, ed aveva già vissuto in 17 paesi all'età di soli 11 anni; all'età di 18 anni invece rappresentò l'Iran come giocatore di pallacanestro nei Giochi della XIV Olimpiade del 1948 e successivamente prestò servizio alle Nazioni Unite tra il 1952 e il 1954.
Iniziò la sua carriera di insegnante, nel 1966 alla The New School di New York e successivamente alla Florida International University e Università della California, Los Angeles; in quest'ultima sede i suoi seminari, denominati "Major Transformations: The Next 20 Years" si tennero dal 1979 al 1991 e durante i suoi anni passati ad insegnare, conobbe anche il saggista e futurologo Alvin Toffler, con cui instaurò una profonda amicizia. A partire dal 1981, inoltre, iniziò a lavorare come consulente aziendale per la Lockheed Corporation e J. C. Penney.
Nel 1988, Esfandiary, cambiò legalmente il suo nome in FM-2030 per due ragioni principali. In primo luogo, per riflettere la speranza e la convinzione che avrebbe vissuto per celebrare il suo 100º compleanno nel 2030, in secondo luogo, e cosa ancora più importante, per liberarsi della pratica diffusa di convenzioni che affondano le loro radici in una mentalità collettivista, ed esistono solo come una reliquia tribalistica del passato dell'umanità. Secondo FM-2030 i nomi tradizionali quasi sempre stamperebbero un'etichetta identitaria collettivista - che varia con il genere e la nazionalità - sull'individuo, esistendo quindi come elementi di pensiero di prima facie, nel tessuto culturale umano, che tendono a degenerare in stereotipi, settarismi e discriminazione. Nelle sue stesse parole: «I nomi convenzionali definiscono una persona del passato: ascendenza, origine etnica, nazionalità, religione. Io non sono colui che è stato dieci anni fa e non lo sarò certo fra venti anni. [...] Il nome 2030 rispecchia la mia convinzione che gli anni intorno al 2030 saranno un momento magico. Nel 2030 saremo senza età e tutti avranno una buona possibilità di vivere per sempre. 2030 è un sogno ed un obiettivo».
Molte delle previsioni di FM-2030 sulle tendenze sociali dal 1970 al XXI secolo si sono rivelate straordinariamente profetiche. FM-2030 sosteneva che la dinamica intrinseca della moderna civiltà globalizzante causerà tali cambiamenti, nonostante gli sforzi delle élite conservatrici di far rispettare le credenze tradizionali. Egli previde la fecondazione artificiale e la riparazione del DNA ad opera umana nel 1977; nel 1980, aveva previsto la nascita della teleconferenza, la telemedicina e la pratica della televendita. Mise in atto il vegetarianismo per tutta la vita, poiché dichiarò che "non voleva mangiare qualcosa che avesse una madre".

### Morte ed eredità
L'8 luglio 2000, FM-2030 morì di tumore del pancreas e fu messo in criopreservazione alla Alcor Life Extension Foundation di Scottsdale in Arizona, dove il suo corpo rimane ad oggi, nella speranza che in futuro i medici avrebbero potuto curare la sua condizione. FM-2030 supportò sempre lo sviluppo di organi sintetici, nel suo caso un pancreas artificiale, per le sostituzioni, e definì la sua ghiandola malata: "uno stupido, sciocco e disgraziato organo". Nessun membro della Alcor era presente alla sua morte, ma FM-2030 è stata la prima persona a usufruire di più avanzate tecnologie di criopreservazione; al contrario delle tecniche più vecchie applicate sui pazienti antecedenti.
Riconosciuto come uno dei padri del transumanesimo, dell'immortalità artificiale e della teoria della singolarità tecnologica, FM-2030, è stato ricordato dall'amico Alvin Toffler come «La voce di un nuovo tipo di coscienza anti-mistica. [FM] ci ha spinto ad uscire da noi stessi, e dalla nostra condizione storica, per fare un balzo verso un nuovo stadio evolutivo»; ha inoltre ammesso che «[FM] è un vero e coraggioso visionario. Non c'era bisogno di essere d'accordo con lui, per rimanerne affascinati». Il The New York Times lo proclamò «Un profeta che sostiene di come l'umanità sia sul punto di una abbondanza senza limiti e di un'epoca di immortalità», mentre il The Washington Post lo ha definito «Un sognatore, un visionario, un critico sociale ed un futurista con una gran quantità di idee».

## Opere
- (EN) FM-2030, Are You a Transhuman?: Monitoring and Stimulating Your Personal Rate of Growth in a Rapidly Changing World (PDF), Warner Books, 1989, ISBN 0-446-38806-8. URL consultato il 31 ottobre 2016 (archiviato dall'url originale il 16 agosto 2011).
- (EN) FM-2030, Optimism One: The Emerging Radicalism, Norton, 1970, ISBN 0-393-08611-9. URL consultato il 31 ottobre 2016.
- (EN) FM-2030, Up-Wingers: A Futurist Manifesto, John Day Co, 1973, ISBN 0-381-90008-8. URL consultato il 31 ottobre 2016.

### Opere di finzione
- (EN) FM-2030, The Day of Sacrifice, McDowell, Obolensky, 1959. URL consultato il 31 ottobre 2016.
- (EN) FM-2030, Identity Card, e-reads.com, 1966 (originale) - 1999 (riedito), ISBN 0-7592-3985-1. URL consultato il 31 ottobre 2016.